# Hapoel Afula F.C.
Hapoel Afula F.C. es un club de fútbol israelí de la ciudad de Afula .Actualmente juega en la Liga Leumit, la segunda más importante de Israel.

## Historia
El club fue fundado en 1924 en Beit Gan, cerca de Yavne'el, por judíos de origen ruso afiliados al movimiento sionista de izquierdas Hashomer Hatzair.Debido al desempleo en Beit Gan, el club se trasladó a Afula.Durante su primera época, el Hapoel Afula jugó sobre todo amistosos y en las ligas regionales, que comprenían desde los clubes del norte hasta regiones cercanas a Haifa.
Después de la Declaración de independencia de Israel, el club se reforma en 1951 y en el verano de 1954, el club se fusiona con el Hapoel Balfouria FC que en aquellos momentos jugaba en la Liga Premier de Israel y jugaba sus partidos como local en Alufa.
En la temporada 1958/59 el club terminó en la zona baja de la clasificación de la Liga Alef por lo que debió de jugar los play-off de descenso. En dichos play-off tuvo unos resukltados impecables contra los equipos del pesar del descenso club terminó los play-offs en un registro perfecto contra el Hapoel Be'er Sheva , Hapoel Netanya FC y Maccabi Sha'arayim FC, pero debido a la alineación indebida de jugadores fueron descalificados y descendidos a la Liga Bet.

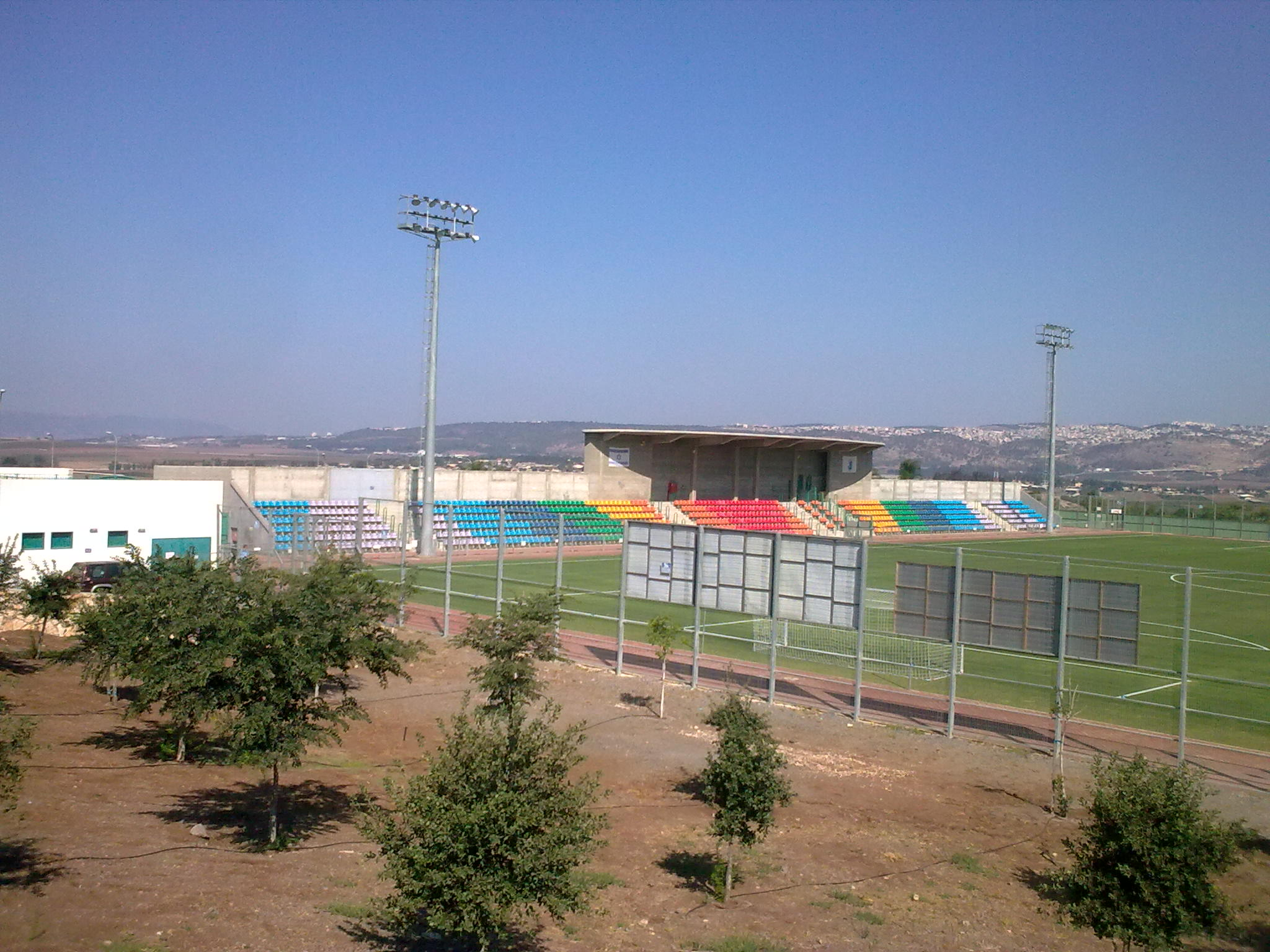
Afula Illit Stadium

Tras el descenso de categoría, el club estuvo en la Liga Bet durante 17 temporadas sucesivamente hasta que descendieron en la temporada 1976/77 a la Liga Gimel, pero retornaron en la temporada a la Liga Bet en la que militaron hasta 1983/84.
El club fue reestructurado en el 2001, llegando a la Liga Bet en la temporada 2002/03, donde terminaron subcampeones en la división Norte B.En la temporada siguiente, el club quedó primero de la Liga consiguiendo así el ascenso a la Liga Alef.
Después de militar durante 9 temporadas en la Liga Alef y tras 54 años, en la temporada 2012/13, el club finalmente logra ascender a la Liga Leumit, al quedar campeón por un margen de 10 puntos sobre el segundo clasificado en la Liga Alef del Norte.
Su mayor logro en la Copa de Israel lo logró en la temporada 2014/15 al llegar a jugar las semifinales por primera vez en su historia.

## Palmarés

### Ligas
| Título     | Número | Temporadas       |
| ---------- | ------ | ---------------- |
| Liga Alef  | 1      | 2012–13          |
| Liga Gimel | 2      | 1977–78, 2003–04 |
| Liga Dalet | 1      | 2001–02          |